# 地理星 (小行星)
小行星1620，又名地理星（1620 Geographos），臨時編號1951 RA，是艾伯特·喬治·威爾遜和魯道夫·閔可夫斯基在帕洛瑪天文台於1951年9月14日發現的小行星。名稱轉寫自希臘語的[γεωγράφος] 错误：{{Lang}}：無法辨識代碼 gre（帮助），即地理學家，以紀念地理學家和國家地理學會。
位於加利福尼亞州的金石觀測站利用深空網路對它進行了雷觀測。結果圖樣顯示地理星是太陽系中一顆細長的天體，測量它的長寬是5.1 X 1.8 公里。

## 軌道
地理星是一顆掠火小行星和近地小行星，分類上屬於阿波羅型。作為潛在威脅天體，在1994年，他曾經距離地球中心只有500萬公里－ 要到2586年才會再如此接近。

## 克萊門汀號
1994年1月，地理星是美國的克萊門汀號的探測目標。然而，在接近它之前，一個推進器失靈，使任務被迫結束。

## 物理特性

### 光譜類型
地理星是S-型小行星。這意味著它有著相對較高和由鎳-鐵混合著鐵-和鎂-矽酸鹽成分。

### 自轉週期
1970年以來，地理星自轉週期已由光變曲線測得。地理星的自轉週期在5.222到5.224小時之間。

### 旋轉軸
1994年和1995年，波蘭天文學家測得了地理星的旋轉軸。

### 結構
地理星內部可能具有碎石堆結構。地理星的高熱慣性表明表面很可能是細顆粒，大塊岩石和巨石的混合物。

### 直徑與反照率
地理星的直徑在1.77到2.56公里之間，地表的反照率在0.26和0.3258之間。

## 外部連結
- Orbital simulation（页面存档备份，存于） from JPL (Java) / Horizons Ephemeris（页面存档备份，存于）
- NASA Asteroid Radar Research - Radar-Detected Asteroids: 1620 Geographos（页面存档备份，存于）
- Large amplitude fast rotator (Yahoo Groups)